# Breanna Stewart
Breanna Mackenzie Stewart (27 de agosto de 1994 Syracuse, Nueva York) es una jugadora de baloncesto estadounidense que pertenece a la plantilla de los New York Liberty de la WNBA.
Con la selección de Estados Unidos, ha sido campeona del mundo en 2014, 2018, 2022 y campeona olímpica en Río 2016, Tokio 2020, París 2024. 
Durante los cuatro años que jugó en el equipo universitario de Connecticut fue cuatro veces campeona de la NCAA y fue considerada cuatro veces mejor jugadora de la Final Four y en tres ocasiones Mejor Jugador del Torneo de la NCAA.
Ha ganado tres veces el título de la WNBA, con los Seattle Storm en 2018 y 2020 siendo elegida en ambas ocasiones MVP de las Finales de la WNBA, y con los New York Liberty en 2024.  En 2018, fue designada MVP de la Temporada de la WNBA. y MVP de la Copa Mundial de Baloncesto Femenino de 2018.

## WNBA

### Seattle Storm
Stewart fue seleccionada en primer lugar en el Draft de la WNBA 2016 por las Seattle Storm. Equipo en el que juega la base veterana y superestrella Sue Bird. Stewart inmediatamente tuvo un impacto en la liga anotando 23 puntos en su debut contra Los Ángeles Sparks. A medida que avanzaba la temporada, Stewart continuó dominando ofensivamente al anotar 38 puntos en una victoria contra Atlanta Dream, que es la segunda mayor cantidad de puntos anotados en un partido en la historia de la franquicia, detrás de los 47 de Lauren Jackson. Stewart promedió 18.3 puntos por partido, 9.3 rebotes por partido y 1.8 bloqueos por partido al final de la temporada 2016. Arrasó con los premios de Novato del Mes durante toda la temporada que la llevó a ganar el Premio de Novato del Año de la WNBA . Stewart también rompió el récord de la WNBA de más rebotes defensivos en una temporada con 277 rebotes defensivos (superando el récord de Lisa Leslie en 2004). A pesar del récord, Stewart no ganó el título de rebotes, compartiendo el primer lugar con Tina Charles en la mayoría de los rebotes, quien lideró la liga en promedio de rebotes por juego. Su actuación en la temporada ayudó a llevar a las Storm a los playoffs por primera vez en 3 años con la cabeza de serie número 7 de la liga, pero perdió en el partido de eliminación de primera ronda ante el Atlanta Dream. Stewart ganó el premio ESPY 2016 a la mejor atleta femenina. Los otros nominados fueron Elena Delle Donne, Katie Ledecky y Simone Biles. También ganó el premio a la Mejor Jugadora de Baloncesto Universitario Femenino en los ESPY de 2016. 
En 2017, Stewart continuó floreciendo después de una impresionante temporada de novata. Fue votada en el All Start de la WNBA 2017, en la que fue su primera aparición en un All Start de su carrera. El 5 de agosto de 2017, Stewart anotó 32 puntos, el máximo de la temporada, en una derrota 87-80 en tiempo extra ante los San Antonio Stars. Stewart terminaría la temporada con un récord personal de 19.9 puntos por partido cuando las Storm terminaron con el sembrado número 8 en la liga, pero una vez más fueron eliminados en la primera ronda cuando fueron eliminados por Phoenix Mercury.
En 2018, Stewart elevaría su juego a un nivel de superestrella. Fue votada en el All Start de la WNBA 2018 en su segunda aparición. El 6 de agosto de 2018, Stewart hizo un récord de temporada de 32 puntos en una victoria por 96-80 sobre el New York Liberty, convirtiéndose en su cuarto partido de 30 puntos de la temporada. Al final de la temporada, Stewart ocupaba el segundo lugar en la liga en anotaciones, promedió nuevos récords personales en anotaciones, robos, porcentaje de tiros de campo y porcentaje de tres puntos. Stewart también ganó el premio MVP.  En las semifinales, Stewart comenzó la serie fuerte con una actuación de 28 puntos junto con 6 triples en la victoria por 91-87 contra las Phoenix Mercury en el Partido 1. Las Storm acabarían ganando la serie, en cinco partidos, llegando a las Finales de la WNBA por primera vez desde 2010. En las Finales, las Storm derrotarían a las Washington Mystics en una barrida de tres juegos, ganando su primer campeonato en 8 años. Stewart promedió 25.7 puntos, 6.0 rebotes, 3.7 asistencias, 1.7 robos durante la serie. Breanna ganó el MVP de las Finales, convirtiéndose en la sexta jugadora en la historia de la liga en ganar el MVP de la liga y el MVP de las Finales en el mismo año. 
Stewart se perdió toda la temporada 2019 de la WNBA después de sufrir una lesión mientras jugaba para el club ruso Dynamo Kursk en la final de la Euroliga Femenina 2019 el 14 de abril, que luego se confirmó como un tendón de Aquiles desgarrado. Regresó a los Estados Unidos el día después de la lesión y se sometió a una cirugía en Los Ángeles esa misma semana. Debido a que la WNBA actualmente carece de cualquier tipo de lista inactiva, Storm suspendió a Stewart para liberar un lugar en la lista. Poco después, la liga la nombró embajadora pagada en la temporada 2019, convirtiéndola en la primera jugadora activa en ocupar ese puesto. Breanna ganó un poco más en ese papel de lo que ganaría como jugadora. En julio de 2020, Stewart volvió a jugar y se reunió con sus compañeros de equipo en la Academia IMG para entrenar. Ganó un título con las Storm en 2020 y fue nombrada MVP de las Finales de la WNBA 2020 en una temporada que se jugó en una burbuja debido al Covid-19. En la temporada de 2021, la jugadora se nombró a la lista The W25 como una de las 25 mejores jugadoras en la historia de la liga.

### New York Liberty
El 1 de febrero de 2023, Stewart firmó con las New York Liberty como agente libre.
Campeona de la WNBA   temporada 2023- 2024 

## Carrera en Europa y Asia
Durante su temporada de novata, Stewart firmó con Shanghai Baoshan Dahua de la WCBA para la temporada china 2016-17. En 2017, Stewart volvió a firmar con Shanghai Baoshan Dahua para la temporada de la WCBA 2017-18. En junio de 2018, Stewart firmó con el Dynamo Kursk de la Premier League rusa donde compartió equipo con Sonja Vasic, Anna Cruz y Marta Xargay, su actual pareja. Esa misma temporada fue nombrada MVP de la temporada regular femenina de la Euroliga. En febrero de 2020, Stewart firmó con UMMC Ekaterinburg por el resto de la temporada europea 2019-2020 y en equipo en el que ha renovado para la temporada 2020-2021. El 1 de julio de 2022, firmó con las Fenerbahçe Safiport para la temporada 2022 de Euroliga Femenina.

## Vida personal
Stewart está casada con la baloncestista española Marta Xargay. Stewart le propuso matrimonio en mayo de 2021, y se casaron el 6 de julio del mismo año. El 9 de agosto de 2021, nació su hija Ruby Mae Stewart-Xargay a través de una gestación subrogada, menos de 48 horas después de que Stewart ganase una medalla de oro en los Juegos Olímpicos de Tokio.